# Fyrtøjet (film fra 1946)
 For alternative betydninger, se Fyrtøjet (flertydig). (Se også artikler, som begynder med Fyrtøjet)
Fyrtøjet er en dansk tegnefilm fra 1946. Filmen er instrueret af Svend Methling og er baseret på eventyret Fyrtøjet af H.C. Andersen (1835). Fyrtøjet var den første spillefilmslange tegnefilm ikke kun i Danmark, men i Europa. Det tog fire år at lave den.

## Medvirkende
Stemme
- Poul Reichhardt som Soldaten
- Kirsten Hermansen som Prinsessen
- Knud Heglund som Kongen
- Karen Poulsen som Heksen
- Elith Foss som Stjernetyderen
- Viggo Brodthagen
- Ole Monty
- Aage Winther-Jørgensen
- Vera Lindstrøm
- Victor Montell
- Vera Lense-Møller
- Axel Larsen
- Adelheid Nielsen
- Einar Reim
- Anna Henriques-Nielsen
- Carl Johan Hviid
- Ingeborg Steffensen
- Ulf Kaarsberg

## Kreative
- Frit efter: Hans Christian Andersen's Eventyr
- Manuskript: Peter Toubro, Henning Pade
- Tegnet af: Børge Hamberg, Bjørn Frank Jansen, Preben Dorst, Frede Henning Dixner, Kjeld Simonsen, Finn Rosenberg Ammitsted, Mogens Mogensen, Harry Rasmussen, Arne Jømme Jørgensen, Otto Jacobsen, Helge Hau, Bodil Rønnow, Erling Bentsen, m.fl.
- Fotografering: Marius Holdt, N.O. Jensen
- Musik: Eric Christiansen og Vilfred Kjær
- Sangtekster: Victor Skaarup
- Tilrettelæggelse og Instruktion: Svend Methling
- Tone: Erik Rasmussen A/S Palladium, Hellerup
- Tilklipning: Edith Schlüssel, Henning Ørnbak
- Udlejning: Film-Centralen-Palladium A/S
- Produktionsleder: Allan Johnson
- Kopi: Laboratoires Éclair PARIS
- System: Agfacolor Farvefilm

## Udgivelsesdatoer
- December 9 - Sverige (Sagan om elddonet) - 1946
- December 17 - Finland (Tulukset) - 1948
- August 12 - Italien (L'acciarino magico) - 1969